# Niccolò Acciaiuoli
Niccolò Acciaioli (12 de septiembre de 1310-8 de noviembre de 1365), fue un miembro de la familia banquera de los Acciaioli, gran senescal del Reino de Nápoles y conde de Melfi, Malta y Gozo a mediados del siglo XIV. Era hijo de Acciaiolo Acciaioli, un rico mercante florentino y tenía una hermana llamada Andrea Acciaioli.
Niccolò fue enviado a Nápoles por su padre en 1331, donde creció en influencia y poder a la sombra de Roberto I de Nápoles y la exiliada Catalina de Valois-Courtenay. El Rey le nombró caballero y le dio el título de gran senescal. Catalina y sus hijos le dieron a él y a su familia muchos estados en Morea. Ayudó al hijo de Catalina, Luis de Tarento, a reconquistar el Principado de Acaya y el 23 de abril de 1358 fue nombrado señor del castillo de Corinto y de otros ocho feudos de lo que quedaba del Imperio latino en Grecia, por Roberto de Tarento. Estuvo presente en la boda entre la hija de Roberto, Juana I de Nápoles y Luis, y tras la muerte de este en 1362 luchó contra los barones rebeldes que trataban de destronar a Juana.
Amante de las artes y las letras, fue amigo y protector de Petrarca y Boccaccio. En 1362, Boccaccio fue su huésped en Nápoles. En una carta a su primo Angelo Acciaiuoli, obispo de Florencia, se defendió de los cargos que presentaron contra él sus oponentes, lo que aporta una visión de su personalidad y de la política de Italia en el siglo XIV. Dejó cuatro hijos: Lorenzino, Angelo, Lorenzo, y Benedetto. Angelo sucedió a su padre en títulos y posesiones, e hizo a sus primos vicarios de los estados griegos. Está enterrado en una capilla de la cartuja de Galluzzo que había hecho construir él mismo en Florencia. 